# Emil Spiess (Geistlicher)
Emil Spiess (* 2. September 1895 in Bettwiesen; † 5. Oktober 1985 in St. Gallen) war ein Schweizer römisch-katholischer Geistlicher und Pädagoge.

## Leben
Emil Spiess war der Sohn von Emil Spiess, Gastwirt, und dessen Ehefrau Anna Maria, geb. Dutli. Den Sohn seiner Schwester Anna Maria, Willy Spiess, nahm er unter seine Fittiche, er unterrichtete und förderte ihn.
Er besuchte die Volksschule in St. Gallen und die Flade, eine katholische Realschule beim dortigen Stift. 1916 erhielt er seine Matura und studierte von 1916 bis 1918 Philosophie und Theologie an der Universität Innsbruck und hörte dort Vorlesungen bei Ludwig von Pastor, dem Kirchenhistoriker Emil Michael (1852–1917) und dem Dogmenhistoriker Heinrich Bruder. 1918 wechselte er bis 1921 an die Universität Freiburg und hörte dort besonders die Vorlesungen von Gustav Schnürer (1860–1941) und Albert de Munnynck OP. 1921 promovierte er mit einer Arbeit über Karl Lamprecht zum Dr. phil. und 1926 mit einer Dissertation zu dem Geschichtsphilosophen Ernst Troeltsch zum Dr. theol. In der Zwischenzeit hatte er seine theologischen Studien mit dem Schwerpunkt der Exegese bei Ernst Bernhard Alio OP und Vinzenz Zapletal OP (1867–1938) sowie christliche Archäologie bei Johann Peter Kirsch fortgesetzt und sich mit dem Untergang des Abendlandes von Oswald Spengler auseinandergesetzt.
1923 erhielt er durch den Bischof Georg Schmid von Grüneck seine Priesterweihe und war von 1925 bis 1927 in der Missionsgesellschaft Bethlehem in Wolhusen Lehrer für Theologie, Philosophie und Geschichte und unterrichtete in den zwei letzten Theologiekursen die ganze Kirchengeschichte, einschließlich Patristik und Dogmengeschichte, ferner: neutestamentliche Exegese (Johannesevangelium, Paulusbriefe und Apokalypse), Religionsgeschichte (Religion und Kultur Chinas, Ethnologie) sowie nebenher theologische Propädeutik und Enzyklopädie der theologischen Wissenschaften. Beim Ordnen der dortigen Bibliothek, er war zusätzlich Bibliothekar, entdeckte er einen Handschriftenband, der die Visionen der Elisabeth von Schönau und der Mechthild von Magdeburg enthielt; als Codex Wolhusiensis stellte er die Handschrift der Wissenschaft in Ein Zeuge mittelalterlicher Mystik in der Schweiz vor.
1928 wurde er Leiter des gesamten Philosophie- und Theologiestudiums in der Zisterzienserabtei Himmerod sowie von 1928 bis 1930 Kurat-Kaplan in Bürglen bei Lungern, bis er 1930 als Vikar in die Pfarrei St. Maria Neudorf nach St. Gallen ging, dort blieb er bis 1934 und war zugleich Lehrer für Philosophie und Geschichte am theologischen Studium der Patres von La Salette in St. Gallen und Mitarbeiter der Ostschweiz für kulturelle Fragen.
In der Zeit von 1934 bis 1946 war er Lehrer für Theologie, Philosophie, Geschichte und deutsche Literatur am Kollegium Schwyz, 1946 Theologieprofessor am Studium der Missionare von Mariannhill in Brig und zusätzlich 1951 Seelsorger und Bettelprediger in der Diaspora Bäretswil; in dieser Zeit beteiligte er sich aktiv am Aufbau der Kirche Bruder Klaus, allerdings war 1952 aufgrund von Wasserdruck der Boden der Kapellenerweiterung eingebrochen und der Schaden verschlang alle Mittel und Ersparnisse.
Am Kollegium Schwyz unterrichtete er den späteren Bühnenautor Paul Kamer.
Von 1956 bis 1959 übte er erneut das Lehreramt für Theologie, Philosophie und Geschichte in Brig und Hauterive aus. 1959 hatte er das Benefiziat der Schwytzer von der Buonas-Kapellen-Stiftung Meggen (Kapelle Maria auf der Blatten) und war Stipendiat des Nationalfonds für Forschungen über Ignaz Paul Vital Troxler.
Von 1962 bis 1977 war er Vikar in Mörschwil, blieb auch in der Zeit darauf weiterhin aktiv, predigte von der Kanzel und brachte sich im örtlichen Vereinsleben ein.

## Wirken
Mit Pater Maximilian Roesle (1908–1985) von Einsiedeln und Chanoine Rageth von Saint-Maurice setzte sich Emil Spiess für die Gründung philosophischer Gesellschaften in der Schweiz, z. B. die Philosophische Gesellschaft Innerschweiz, ein.
Intensiv setzte er sich in der Zeit von 1940 bis 1950 für die Diskussion von Grenzfragen zwischen Philosophie und Naturwissenschaften ein, insbesondere der Evolutionstheorie und der biblischen Schöpfungsberichte und regte Tagungen und Kolloquien zu diesem Themenkreis an.
Er verfasste zahlreiche Publikationen zu religionstheoretischen und geschichtsphilosophischen Fragen. Als Hauptwerk gilt seine Biografie über Ignaz Paul Vital Troxler von 1967.

## Ehrungen
1976 wurde Emil Spiess zum Ehrenbürger von Mörschwil ernannt.

## Schriften (Auswahl)
- Die Geschichtsphilosophie von Karl Lamprecht. Diss. phil. Freiburg, Schweiz. Junge & Sohn, Erlangen 1921.
- Die Religionstheorie von Ernst Troeltsch. Diss., theol. Freiburg, Schweiz. F. Schöningh, Paderborn 1926.
- Die metaphysischen und kulturphilosophischen Theorien von Oswald Spenglers Geschichtsauffassung. In: Divus Thomas: Jahrbuch für Philosophie und spekulative Theologie, Band 36, 1922.
- Ein Zeuge mittelalterlicher Mystik in der Schweiz. Basel 1935.
- Die Grundfragen der Geschichtsphilosophie. Verlagsbuchhandlung Maria Hilf, Schwyz 1937.
- Welt und Heimat im Lauf der Zeiten geschildert. Benziger, Einsiedeln 1939–1940
- Die Kulturen der Urzeit und des Mittelmeerraumes. Benziger, Einsiedeln 1940.
- Agatho Locher, Gottlieb Scherer, Emil Spiess: Propädeutik-Logik, Allgemeine Metaphysik, Theodizee. Luzern 1943.
- Das Gesetz der Kulturentwicklung nach Karl Lamprecht. In: Studia philosophica: Schweizerische Zeitschrift für Philosophie, Bd. 6, 1946, S. 120–175 (archiviert in E-Periodica der ETH Zürich).
- Das Werden des Bundesstaates und seine Entwicklung im modernen Europa. Benziger, Einsiedeln, Zürich, Köln 1962.
- Ignaz Paul Vital Troxler. Der Philosoph und Vorkämpfer des Schweizerischen Bundesstaates, dargestellt nach seinen Schriften und den Zeugnissen der Zeitgenossen. Francke, Bern, München 1967.
- Der Briefwechsel von Landammann Gallus Jakob Baumgartner, St. Gallen, mit Bürgermeister Johann Jakob Hess, Zürich (1831-1839). Ein politisches Zeitbild der Regeneration. St. Gallen 1972.
- Mörschwil zwischen Bodensee und St. Gallen. Ein Dorf im Strom der Zeit 760-1900. Mörschwil 1976.
- Eggertsriet: Politische Gemeinde. Eggertsriet 1978.
- Die Welt im Dorf: Beiträge zur Geschichte der Gemeinde Zuzwil, 754—1978. Zuzwil SG 1979.